# Ton Appels

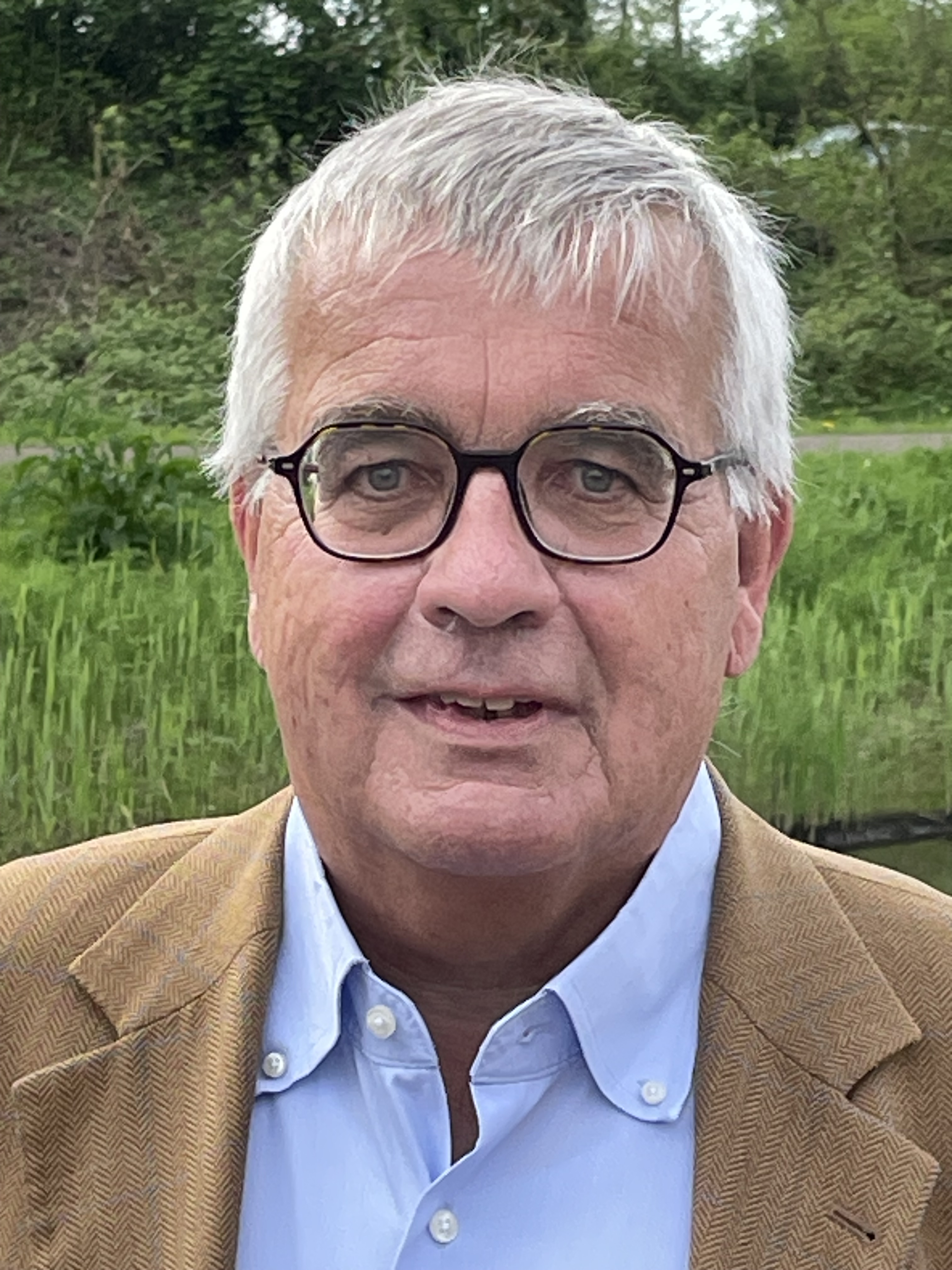
Ton Appels

Ton Appels (1956) is een Nederlands bedrijfseconoom.
Appels is cum laude afgestudeerd in de bedrijfseconomie aan de Katholieke Hogeschool Tilburg met openbare financiën als afstudeervak. Hij promoveerde bij Prof. Theo Stevers op het proefschrift Political Economy and Enterprise Subsidies. Appels werkte ongeveer 25 jaar in het bedrijfsleven, voor McKinsey, Fuji Photo Film, A.T. Kearney, Iggesund Paperboard en als zelfstandig consultant en interim-manager.
Na zijn loopbaan in het bedrijfsleven doceerde Appels in het hoger onderwijs, onder meer aan de Universiteit van Tilburg.
In 2021 verscheen bij uitgeverij Maklu van zijn hand het boek Pleidooi voor het kapitalisme. Niettegenstaande de titel beschrijft hij in het boek niet enkel de positieve effecten van het kapitalisme op het wereldgebeuren maar heeft ook oog voor de negatieve gevolgen ervan, al waarschuwt hij dat de "remedie dikwijls erger kan zijn dan de kwaal". Er zijn diverse recensies verschenen.
Appels publiceert regelmatig artikelen in diverse tijdschriften: TPO.nl, Liberale Reflecties van de TeldersStichting - het wetenschappelijk bureau van de VVD -  en vooral Wynia's Week.            Naast onderwerpen die een relatie hebben met zijn boek over het kapitalisme schrijft Appels over actuele maatschappelijke en sociaal-wetenschappelijke thema's met elementen van klassiek liberalisme, conservatisme en libertarisme.